# كاظم شبيب
كاظم شبيب حارس مرمى كرة قدم عراقي سابق، لعب في المنتخب العراقي منذ السبعينات من القرن العشرين وحتى 1987. لعب أيضا مع نادي القوة الجوية العراقي 
من مواليد عام 1952.

## حياته
بدأ كاظم شبيب حياته كحارس مرمى في الفرق الشعبية وتدرج حيث التحق بمنتخب العراق العسكري وتسلسل في عدة فرق منها الطليعة مع كاظم مجيد وكان حارس مرمى أساسي معاصرا لرعد حمودي. يعتبر من أفضل حراس المرمى في العراق وقد اختير كأفضل حارس مرمى في آسيا في بطولة آسيا للشباب عام 1975 في الكويت. ولعب لفترة طويلة في النوادي العراقية بعد أن انتهت مرحلة لعبه مع المنتخب الوطني العراقي. وتوجه إلى التدريب وغادر العراق في عام 1995، وكانت آخر مهمة تدريبية له مع نادي الزوراء عندما عمل مدربًا لحراس المرمى. توجه إلى قطر، وكانت أول مهمة احترافية له مع نادي قطر القطري ثم بعدها عمل في اللجنة الفنية للاتحاد القطري لكرة القدم وتسلم مهمة تدريب حراس مرمى منتخب ناشئة قطر منذ عام 1996 لغاية 2004. إضافة إلى عمله مع فريقي الأهلي والوكرة القطريين وخرج جيل من حراس المرمى الذين أصبح لهم شأن كبير في الكرة القطرية، وعمل شبيب مدربًا للفئات العمرية بأكاديمة التفوق الرياضي اسباير, حيث تعتبر من الممؤسسات العالمية المشهورة والتي تتبنى المواهب في كافة الألعاب الرياضية ومن ضمهنا كرة القدم لغاية اعتزاله التدريب سنة 2019 

## روابط خارجية
- كاظم شبيب على موقع أوليمبيديا (الإنجليزية)